# The Real Life Guys
The Real Life Guys ist ein deutscher YouTube-Kanal über Do-it-yourself-Projekte, der 2016 von den Zwillingen Johannes Mickenbecker (* 27. Juni 1997) und Philipp Mickenbecker (* 27. Juni 1997; † 9. Juni 2021) aus Bickenbach, Hessen, gegründet wurde.

## Leben
Johannes, Philipp und Elisabeth (Elli) Mickenbecker wuchsen in einem christlich geprägten Umfeld auf, in dem sie während ihrer Grundschulzeit von ihren Eltern im Heimunterricht erzogen wurden. Nur einen Teil ihrer Jugend besuchten sie öffentliche Schulen (Freie Christliche Schule Heidelberg und Schulzentrum Marienhöhe in Darmstadt), um 2016 das Abitur ablegen zu können. Die Zwillinge begannen dann ein Studium der Umweltingenieurwissenschaften, das sie nach kurzer Zeit abbrachen.
Am 10. März 2018 verunglückte Elli Mickenbecker, die an fast allen Aktivitäten der Zwillinge teilgenommen hatte, kurz vor ihrem 19. Geburtstag bei einem Flugzeugabsturz tödlich. Zwischen März und Mai 2018 legte der von den Brüdern betriebene YouTube-Kanal eine Pause ein, auf dem in diesen Monaten nur ein Song ihrer Schwester veröffentlicht wurde.
Am 2. Oktober 2020 gab Philipp Mickenbecker in einem Video auf dem gemeinsamen YouTube-Kanal bekannt, dass bei ihm zum wiederholten Mal ein Rezidiv seiner 2013 erst-diagnostizierten Krebserkrankung (Lymphdrüsenkrebs) aufgetreten sei. Nachdem Ende 2020 noch eine Fernsehdokumentation für die ARD über Philipp Mickenbecker gedreht worden war, starb er am 9. Juni 2021 im Klinikum Darmstadt an den Folgen der Krebserkrankung. Am 17. Juni 2021 wurde er neben seiner Schwester in Bickenbach beigesetzt.
Anfang Juli 2021 wurde bekannt, dass Johannes Mickenbecker – wenige Wochen nach dem Tod seines Bruders Philipp – seine Freundin Lara auf Schloss Alsbach geheiratet hat. Sie hatten sich am Heiligabend 2020 verlobt.

## Ziel und Inhalt ihrer YouTube-Aktivitäten
Ziel der Brüder bis zu Philipps Tod war es, mit den Videos junge Menschen dazu zu bewegen, in die freie Natur zu gehen und Abenteuer zu erleben. Sie versuchten damit anzuregen, dass junge Leute ihre Zeit nicht nur vor dem Computer und dem Handy verbringen. Zu diesem Zweck luden sie in unregelmäßigen Abständen Videos zu verschiedenen Projekten hoch, um damit jungen Menschen Motivation und Ideen für eigene Projekte zu geben. Das Wissen für die Umsetzung haben sie sich größtenteils selbst angeeignet und anhand von YouTube-Tutorials gelernt.
Seit 2020 wurde von den Brüdern Mickenbecker zusätzlich der YouTube-Kanal „Life Lion“ betrieben, wo unter anderem Philipp mehrmals über seinen Gesundheitszustand berichtete und Gedanken zu seinem christlichen Glauben teilte. Einige der Inhalte dieses Kanals entstanden unter Mitwirkung des Schauspielers Samuel Koch.

## Projekte
Die Brüder führten viele Projekte durch, die auch mediale Aufmerksamkeit auf sich zogen. Unterstützt wurden sie dabei von zahlreichen Freunden. Als Ausgangspunkt vieler ihrer Projekte dienen Badewannen.

### Badewannen-U-Boot
Im Jahr 2017 bauten sie aus Badewannen ein bemanntes U-Boot, mit dem sie zahlreiche Tauchgänge unternahmen. Zur Sicherheit wurden sie von Tauchern begleitet, die im Notfall hätten eingreifen können. Im U-Boot befand sich eine Pressluftflasche. Bemannt wurden Tauchtiefen bis zu 10 Metern erreicht. Bei einem anschließenden unbemannten Versuch zur maximalen Tauchtiefe implodierte das U-Boot in einer Tiefe von 12 Metern. Rückblickend bezeichneten sie dieses Projekt als ihr gefährlichstes bis zu dieser Zeit.

### Fliegende Badewanne
Im Jahr 2018 bauten die Brüder eine Badewanne zu einer bemannten Drohne um und führten damit einen der ersten bemannten Drohnenflüge in Deutschland durch. Unter anderem flogen sie mit ihr zum Bäcker. Die Drohne wurde in Rücksprache mit dem Luftfahrt-Bundesamt auf eine maximale Flughöhe von 30 Metern ausgelegt, sodass keine Genehmigungen nötig waren. Während des Baus arbeiteten sie auch mit dem Drohnenhersteller exabotix zusammen. Die Drohne hat eine Flugdauer von ca. 6 Minuten. Sie verfügt über sechs 20-PS-Motoren, die jeweils einen Rotor antreiben, wodurch ein Gesamtgewicht von 140 kg befördert werden kann.

### Baumhaus
Mitte 2018 begannen die Brüder mit dem Bau ihres „Traum-Baumhauses“. Es befindet sich in Seeheim-Jugenheim in circa 7 m Höhe und besitzt drei Stockwerke.

### Godzilla
Im Jahr 2019 bauten sie anlässlich des Films Godzilla II: King of the Monsters eine 20 Meter lange und sieben Meter hohe Nachbildung von Godzilla. Sie wurde anschließend für einen Streich des Comedy-Trios ApeCrime verwendet. Dazu wurde die Godzillanachbildung im Erlensee bei Bickenbach versenkt, um durch Taucher im richtigen Moment zum Auftauchen gebracht zu werden. Dabei kam es zu Problemen, weswegen die Nachbildung sank und anschließend durch einen Hubschrauber gehoben werden musste. Unterstützt wurde das Projekt unter anderem von Warner Bros. Entertainment.

### U-Boot 2.0
Nachdem sie eine Million Abonnenten erreicht hatten, begannen sie, ein zweites U-Boot aus einem Gastank zu bauen.

### Achterbahn
2019 bauten sie in einem geschlossenen Hornbach-Baumarkt innerhalb von 48 Stunden eine Achterbahn nur mit Mitteln aus dem Baumarkt. Die einzige Vorgabe durch Hornbach war Sicherheit als höchste Priorität. Die Achterbahn hatte zum Schluss eine Höhe von über 10 Metern, verfügte über einen Looping und endete in einem Pool. Als Wagen kam eine umgebaute Badewanne zum Einsatz.

### Community-Event
Im Juli 2021 – wenige Wochen nach Philipps Tod – wurde ein „Community-Event“ am Wechselsee in Biebesheim am Rhein veranstaltet. Ziel war es, ein riesiges Floß aus Badewannen und Türen zu bauen. Das Projekt wurde auch von der örtlichen Polizei und Feuerwehr unterstützt, mehr als 300 Menschen nahmen daran teil. Ursprünglich war es geplant, das Projekt an der NATO-Rampe in Gernsheim am Rhein zu veranstalten, aus Sicherheitsbedenken entschied man sich dann aber, es an einen anderen Ort zu verlegen.
Ende Juli 2021 wurde gemeinsam mit der Organisation Samaritan’s Purse ein weiteres Community-Event veranstaltet. Diesmal halfen sie bei den Aufräumarbeiten nach dem Hochwasser im Katastrophengebiet Bad Neuenahr-Ahrweiler in Rheinland-Pfalz. Der Hilfseinsatz dauerte drei Tage, mehrere hundert Menschen nahmen daran teil.

### Festival
Vom 22. August bis 25. August 2024 veranstaltete Johannes Mickenbecker erstmals auf dem Gelände der Ferropolis bei Gräfenhainichen ein Macher Festival. Auf dem Festival, für das 8000 Karten verkauft wurden, gab es neben Bühnenprogramm zahlreiche Mitmachangebote. Im Jahr 2025 fand das Festival erneut statt und wurde um ein besonderes Community-Projekt erweitert: Gemeinsam mit etwa 500 Teilnehmern entstand eine 350 Meter lange Holzachterbahn, durch die gleich zwei Weltrekorde gebrochen wurden. Eine weitere Ausgabe des Festivals ist auch für 2026 geplant.

## Berichterstattung
Im Januar 2020 waren The Real Life Guys Teil der SWR-Reportage Rollende Raritäten: Schräge Fahrzeuge Marke Eigenbau. Hier wurden sie beim Umbau eines Kindertretautos zu einem GoKart mit Elektroantrieb sowie bei der ersten Testfahrt begleitet.
2020 und 2021 waren die Brüder Mickenbecker in Talkshows zu Gast (NDR Talk Show, Nachtcafe, Stern TV). In der Sendung Deep und deutlich. Eine NDR Talk Show machte Philipp Mickenbecker im Oktober 2020 erstmals seine Krebserkrankung öffentlich.
In Bild und Der Spiegel erschienen Artikel über Philipp Mickenbecker. Am 18. September 2023 war in Berlin die Premiere des Dokumentarfilms Philipp Mickenbecker – Real Life.
Am 16. Januar 2025 war Kinostart des Spielfilms Leben ist Jetzt. Im Mittelpunkt des Films stehen die Anfänge des YouTube-Kanals sowie der Umgang der Geschwister mit den Schicksalsschlägen.